# 冷やし中華
- 冷やし中華
- 冷し中華

冷やし中華（ひやしちゅうか）は、茹でた中華麺を冷水で締めるなどして冷やしたものを使った日本の麺料理。野菜（トマト、キュウリなどの夏野菜や茹でモヤシ）、叉焼や金華ハム、錦糸卵などの色とりどりの具材を麺にのせて、冷たい酢醤油、胡麻だれ、味噌だれなどをかけて食べる。薬味として紅生姜・からし・マヨネーズなどが添えられることもある。
地方によって呼び方に相違があり、西日本、特に関西では「冷麺」と呼ぶことが多く、北海道などでは「冷やしラーメン」とも呼ばれる。
日本では昭和初期から知られている。中国の冷やし麺「涼拌麺（涼麺）」をルーツに持つとされるが、味も作り方も大きく異なるものであるため、一般的には日本発祥の料理とみられている。

## 概要
茹でた中華麺を冷水で冷やすのが特徴で、素麺と並んで夏の食べ物とされる。
典型的な盛りつけは、深めの皿全体に麺をなだらかに盛り、上に細切りにした肉類（ハム、チャーシュー、蒸し鶏など）、魚介類（蒸しエビ、カニカマ、クラゲなど）、錦糸卵、夏野菜（キュウリやトマトなど）や白髪ねぎを、放射状に彩り良く配し、かけ汁（醤油と酢あるいは芝麻醤（ゴマだれ）など）をかけ、薬味として辛子を添える。
各地域、料理店、製麺会社、家庭により種類が多様で、具は旬の物ならなんでも登場し得る。中心や周縁にプチトマトやウズラ・飾り切りゆで卵などのワンポイントを配する事も多い。薬味も、練りからし、わさび、紅しょうが、マヨネーズ、マスタードなど多様である。
家庭食、中食、外食ともに夏期の料理として食される傾向が見られ、夏の風物詩として7月の季語になっているほか、暑い中でのラーメンの売上低下の対策として中華料理店などでの「冷やし中華はじめました」という貼紙も知られている。通年販売されることは稀である。

## 地方による特色

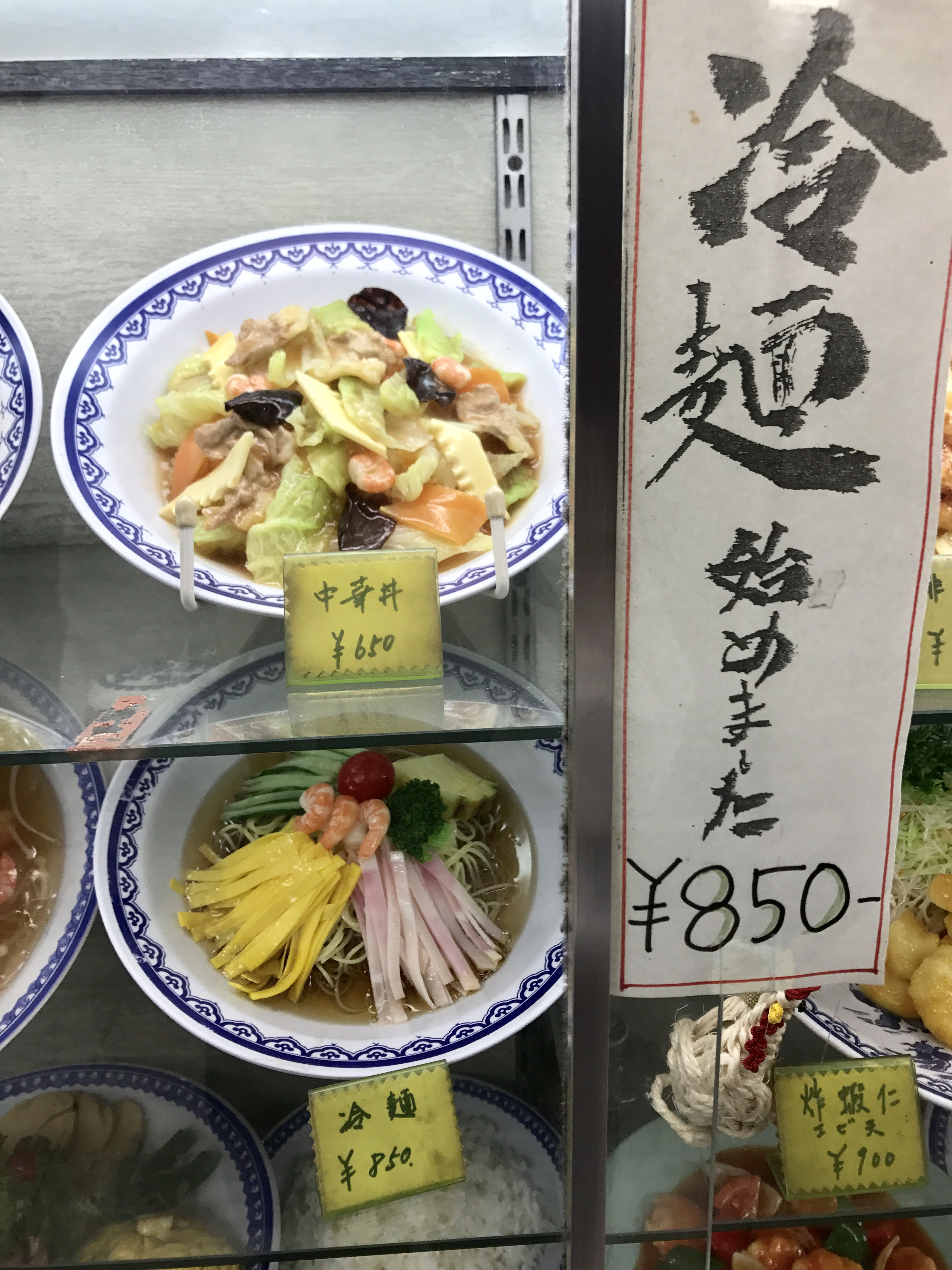
「冷麺始めました」。大阪市の新梅田食道街にて。

- 岩手県では「冷風麺」と呼ばれる[注釈 2]。
- 「みちのく三大冷し麺」とされる山形「冷やしラーメン」は、ここでいう冷やし中華とは異なる。
- 東海地方ではマヨネーズを添えることが多い[注釈 3]。
- 広島県 呉では、麺に平麺を使用する（呉冷麺）。
- 韓国では日本語の音訳である「히야시추카（ヒヤシチュカ）」と呼ばれる。
- 中国では「日式涼麺」と呼ばれる。
- 台湾では「日式冷中華麺」と呼ばれる。

## 発祥
発祥地とされる店は2つある。一つは仙台市青葉区錦町の龍亭、もう一つは東京都千代田区神田神保町の揚子江菜館である。
1929年（昭和4年）に発刊された「料理相談」（安東鼎編、鈴木商店出版部）という本には冷蕎麦（ひやしそば）の一項があり、シナそばを茹で、酢、砂糖、氷をまぶし、その上に叉焼、キュウリ、ラッキョウ、タケノコを乗せ、冷スープ、醤油、酢、コショウをかけるとの記述がある。
1936年（昭和11年）に発行された雑誌『栄養と料理』には三絲涼麺（サンスーリャンメン）として鶏肉、焼豚、キュウリ等を細切りにして、水にさらした麺の上にのせ、酢、砂糖、醤油等のタレをかける料理が紹介されている。

### 龍亭（涼拌麺）
仙台市錦町の龍亭で冷し中華の原型が発売されたのは、1937年（昭和12年）とされる。
冷房が無かった当時、中華料理店では夏の売り上げ低下が深刻だった。「仙台支那料理同業組合」（現・宮城県中華飲料生活同業組合）の組合長で龍亭の初代店主だった四倉義雄は組合員らと夏用のメニューを考案するため勉強会を重ね、1937年（昭和12年）に「涼拌麺（りゃんばんめん）」を開発した。これは冷やした麺に切ったもやしとキャベツ、メンマ、トマト、チャーシューを載せ、少なめの醤油味のタレをかけたものだった。この時点では冷やし醤油ラーメンのような味で、後に一般的となる甘酸っぱい味では無かった。当初の値段はラーメンの2倍だったという。これは多数の観光客が集まる仙台七夕の際に売れる目玉商品となり、通年で提供されるようになった。現在でも龍亭は醤油ダレかごまダレをかけ、具を別な皿に盛った「涼拌麺（元祖冷やし中華）」を提供している。また仙台市内の中華料理店では同様に通年で提供する店も多い。

### 揚子江菜館（五色涼拌麺）
細切りの具を彩りよく盛った現代風の冷やし中華の原型は、五色涼拌麺（五目冷やしそば）と名付けられ東京の神田神保町の揚子江菜館で、第二次世界大戦後または1933年（昭和8年）に創作されたとされる。2代目オーナーの周子儀が、上海で食べられていたもやしと細切りの肉を冷した麺に乗せて食べる涼拌麺と、ざるそばから着想を得たとされる。様々な細切りの具を皿の中心から放射状に盛る独特の形式は、富士山とそこに積もる雪をイメージして作られた。

### その他
また、京都の「中華のサカイ」は、創業時（1939年）より、ゴマだれを使った「冷麺」（関西および西日本での「冷し中華」の呼称）をメニューに載せており、関西では、関東以北の「冷し中華」とは異なり、独自に発展したとする説もある。異説として、戦後、寿がきやが心太（ところてん）のつゆ（三杯酢）を冷やしたラーメンに掛けたのが今のスープによる冷やし中華・冷麺の発祥とする説もある。

### 中華圏におけるルーツ
中国、香港、台湾などの中華圏においては、拌麺とは茹でた麺を様々な具材や調味料で和えた料理の総称であり、その中に冷麺/涼麺（リャンメェン）や冷拌麺/涼拌麺（リャンパンメェン）と呼ばれる麺料理が存在する。麺は日本の冷やし中華・冷麺ほど冷たくなく（冷水や氷を使って食品を直接冷やす慣習が無く、団扇や扇風機を使って茹でた麺を冷ますため）、花生醤（ピーナッツ・ペースト）や芝麻醤（すり胡麻）を用いた濃厚なタレがかかっており、例えば鶏絲涼麺（チースーリャンメン、茹で鶏と胡瓜の千切りのせ）はゴマだれの冷やし中華の源流となっている可能性もある。北中国の冷麺は日本における酢を使用した冷やし中華・冷麺とは異なる趣の料理であり、当地の漢民族などは、食習慣から酸味のある冷たい料理を腐敗によると捉えるため、日本の冷やし中華や酢飯などを嫌う傾向があるが、南方、特に上海冷麺には酢を使用して提供される場合がある。

## サブカルチャー

### 全日本冷し中華愛好会
全日本冷し中華愛好会は、1975年（昭和50年）に、山下洋輔、筒井康隆、タモリなどによって結成された"団体"。略称は「全冷中」。冬に冷やし中華を食べられないことに憤慨した山下が、周囲に呼びかけて結成した。
1977年（昭和52年）と1978年（昭和53年）に『冷し中華祭り』というイベントを開催した。ところが冷やし中華用スープを製造し、祭りのスポンサーにもなっていたヒゲタ醤油に山下の兄が勤務していたため、『会長とスポンサーの黒い癒着』が疑われることとなり、山下は「自分がこのまま居座ると会の発展を阻害する」として第1回の『冷し中華祭り』の場で辞意を表明し、筒井康隆が2代目の会長となった。
また全冷中は会報『冷し中華』を発行した。その内容は書籍『空飛ぶ冷し中華』・『空飛ぶ冷し中華 part2』にまとめられた。執筆者は、山下洋輔、筒井康隆、奥成達、平岡正明、坂田明、日比野孝二、河野典生、上杉清文、山口泰、伊達政保、舎人栄一、岡崎英生、瀬里なずな、小山彰太、池上比沙之、堀晃、黒鉄ヒロシ、赤瀬川原平、高信太郎、長谷邦夫、南伸坊、末井昭、長谷川法世、タモリ、吉峯英虎、赤塚不二夫、高平哲郎、朝倉喬司。

### 冷やし中華の日
1995年に冷やし中華の愛好家らによって、7月7日が「冷やし中華の日」として日本記念日協会に登録された。由来はこの日が二十四節気の「小暑」となることが多く、冷やし中華がおいしい季節となるためだという。